# أبو طليون وردي
أبو طليون وردي (الاسم العلمي: Abutilon roseum) هو نوع من النباتات يتبع جنس الأبو طيلون من الفصيلة الخبازية.